# Hyposmocoma malornata
Hyposmocoma malornata — вид моли эндемичного гавайского рода Hyposmocoma.

## Распространение
Встречается на островах Некер, Нихоа, Оаху, Молокаи, Мауи и Гавайи. Типичное местообитание — в районе Олинда (остров Мауи) на высоте 1300 м.

## Гусеница
По всей видимости гусеница H. malornata делает кокон и питается лишайником.